# Municipio de Carbondale (Dakota del Norte)
El municipio de Carbondale (en inglés: Carbondale Township) es un municipio ubicado en el condado de Ward en el estado estadounidense de Dakota del Norte. En el año 2010 tenía una población de 47 habitantes y una densidad poblacional de 0,51 personas por km².

## Geografía
El municipio de Carbondale se encuentra ubicado en las coordenadas 48°30′3″N 101°54′39″O / 48.50083, -101.91083. Según la Oficina del Censo de los Estados Unidos, el municipio tiene una superficie total de 92 km², de la cual 91,96 km² corresponden a tierra firme y (0,04 %) 0,03 km² es agua.

## Demografía
Según el censo de 2010, había 47 personas residiendo en el municipio de Carbondale. La densidad de población era de 0,51 hab./km². De los 47 habitantes, el municipio de Carbondale estaba compuesto por el 97,87 % blancos y el 2,13 % eran de una mezcla de razas. Del total de la población el 4,26 % eran hispanos o latinos de cualquier raza.